# Wędrowny wiatru wiew
Wędrowny wiatru wiew (ang. The way of the wind) – wiersz angielskiego poety Algernona Charlesa Swinburne’a pochodzący z cyklu Setka rondeli (A Century of Roundels).

## Informacja ogólna
Wędrowny wiatru wiew jest roundelem, czyli utworem będącym autorską propozycją wersyfikacyjno-gatunkową Swinburne’a, stanowiącą skrzyżowanie rondelu i ronda.

## Forma
Omawiany utwór wykazuje wszystkie podstawowe cechy roundelu, czyli długość jedenastu linijek i podział na trzy zwrotki, jak też dwurymowość i obecność refrenu, który powtarza pierwsze słowa pierwszego wersu. Rymy są żeńskie: hollow : swallow : wallow : follow i męskie say : way : stay : slay : ray. Poza tym liryk Swinburne’a charakteryzuje się bogatą instrumentacją głoskową, a konkretnie użyciem wyrazistej aliteracji: Hope nor fear can avail to stay/Waves that whiten on wrecks that wallow. Posługiwanie się aliteracją jest indywidualną cechą poetyki Swinburne’a, o czym świadczy zwłaszcza tragedia Atalanta w Kalidonie, znana w Polsce z przekładu Jana Kasprowicza. Oto początkowa część otwierającego sztukę monologu głównego łowczego:

Maiden, and mistress of the months and stars
Now folded in the flowerless fields of heaven,
Goddess whom all gods love with threefold heart,
Being treble in thy divided deity,
A light for dead men and dark hours, a foot
Swift on the hills as morning, and a hand
To all things fierce and fleet that roar and range
Mortal, with gentler shafts than snow or sleep;
Hear now and help and lift no violent hand,
But favourable and fair as thine eye's beam
Hidden and shown in heaven, for I all night
Amid the king’s hounds and the hunting men
Have wrought and worshipped toward thee;

## Treść
Wędrowny wiatru wiew to oczywiście utwór napisany dla kunsztownej formy wersyfikacyjnej, ale to nie znaczy, że nie ma on w ogóle treści. W najogólniejszym wymiarze roundel Swinburne'e to stwierdzenie znikomego, albo zgoła żadnego wpływu człowieka na żywioły, rządzące jego życiem, co zawiera się w przytoczonych powyżej słowach: ani nadzieja, ani strach nie zdołają powstrzymać fal, które się rozpryskują na wrakach.

## Przekłady
Utwór Swinburne’a pod przytoczonym tytułem przełożył na język polski na potrzeby swojej autorskiej antologii angielskiej poezji lirycznej (Londyn 1958) Jerzy Pietrkiewicz. Wiele lat później (2014) analizowany wiersz, jako Nikt nam nie powie, skąd wicher przybywa... przetłumaczył Wiktor Jarosław Darasz. Jego wersja nie oddaje jednak cech stylistycznych oryginału tak dokładnie jak propozycja Pietrkiewicza, zwłaszcza jeśli chodzi o instrumentację głoskową tekstu.